# Jerzy Mieścicki
Jerzy Tomasz Mieścicki (ur. 22 września 1940 w Warszawie, zm. 22 lipca 2015 w Warszawie) – nauczyciel akademicki, doktor nauk technicznych, wykładowca Politechniki Warszawskiej.

## Życiorys
Po ukończeniu Liceum im. Reytana w Warszawie i zdaniu matury w 1957 rozpoczął studia na Wydziale Łączności Politechniki Warszawskiej, który ukończył w 1963. W 1962 rozpoczął pracę w Zakładzie Konstrukcji Telekomunikacyjnych i Radiofonii jako laborant. Od 1963 nauczyciel akademicki w Katedrze Budowy Maszyn Matematycznych. W 1966 uzyskał stopień doktora nauk technicznych za rozprawę O pewnych zagadnieniach niezawodności sieci logicznych, której promotorem był profesor Antoni Kiliński. Od 1972 docent kontraktowy, zastępca dyrektora Instytutu Informatyki PW ds. naukowych do 1978, w latach 1978–1981 dyrektor Instytutu Informatyki. Do 1981 pod jego kierunkiem stopień doktora uzyskało 6 osób. W 1982 otrzymał Nagrodę Ministra Szkolnictwa Wyższego za kształcenie kadr naukowych.
W latach 2005 i 2006 nagrodzony przez Samorząd Studentów Złotą Kredą dla najlepszego wykładowcy wydziału.
W 1976 odznaczony Złotym Krzyżem Zasługi, a w 2002 Krzyżem Kawalerskim Orderu Odrodzenia Polski.
Spoczywa na cmentarzu w Szamocinie.